# Синдром мертвої хватки
Мертва хватка (англ. death-grip) та синдром мертвої хватки (СМХ, англ. death-grip syndrome, DGS) — це сленґові терміни, що позначають несприятливі наслідки агресивної та повторюваної техніки чоловічої мастурбації, яка призводить до незадовільного досвіду під час регулярного статевого акту з партнером(-кою). Вважається, що подібний стан існує у жінок під назвою: синдром мертвої вагіни.

## Концепція
Синдром мертвої хватки, який іноді скорочують як англ. DGS (СМХ), був, ймовірно, введений у 2003 році секс-дослідником Деном Севеджем і вважається проблемою, яка стосується як чоловіків, так і жінок.
Попри те, що чоловіки з цією недугою все ще можуть відчувати ерекцію, це може негативно вплинути на стосунки через відчуття сексуальної несумісності з партнером(-кою) через звичку довго затримуватися під час сексуальної активності та подальші побічні ефекти, такі як посинілі яйця або гальмування еякуляції. Деякі люди, які стверджують, що «відчули мертву хватку», стверджують, що хоча вони все ще можуть відчувати задоволення, типова вагіна відчувається їм занадто вільною/широкою, а феляція забезпечує недостатнє тертя для досягнення оргазму. Річард Сантуччі, головний уролог Центру урологічної реконструкції Детройтської лікарні, вважає, що «надто сильна мастурбація» не є поширеною причиною затримки еякуляції, і стверджує, що насправді «діабет, ліки, низький рівень тестостерону, тривога» є поширеними причинами подібної сексуальної проблеми.

## Сприйняття
Концепція синдрому мертвої хватки не визнається жодною основною медичною установою. Деякі аналітики стверджували, що сексуальні техніки, які мають ефект вакууму, такі як оральний або вагінальний пампуїр, можуть полегшити «СМХ». Деякі аналітики стверджують, що існують инші форми соціальної обумовленості, вкорінені у підлітковому віці, які виникають одночасно з «СМХ», наприклад, небажання чоловіків видавати звукові звуки задоволення, такі як стогін. Таке мовчання під час сексу може бути спричинено під час дорослішання у сім'ї та намагання залишатися стриманим через вимоги родини або батьків.